# Jiří Chvojka
Jiří Chvojka (* 12. června 1954) je bývalý český fotbalista, záložník.

## Fotbalová kariéra
Odchovanec Škody Plzeň, v roce 1981 nastoupil jako čerstvý absolvent Lékařské fakulty Univerzity Karlovy v Plzni na roční vojenskou službu v Dukle Praha. S Duklou získal v sezóně 1981–1982 ligový titul a zahrál si v Poháru vítězů pohárů i proti FC Barcelona. V československé lize nastoupil ve 28 utkáních a dal 1 gól. Po vojně odehrál v druholigové Plzni další sezónu a potom dal přednost medicíně a hrál fotbal jen na divizní úrovni.

## Ligová bilance
| Ročník                                   | Zápasy | Góly | Klub        |
| ---------------------------------------- | ------ | ---- | ----------- |
| 1. československá fotbalová liga 1975/76 | 7      | 0    | Škoda Plzeň |
| 1. československá fotbalová liga 1979/80 | 12     | 1    | Škoda Plzeň |
| Česká národní fotbalová liga 1980/81     | -      | -    | Škoda Plzeň |
| 1. československá fotbalová liga 1981/82 | 9      | 0    | Dukla Praha |
| Česká národní fotbalová liga 1982/83     | 29     | 0    | Škoda Plzeň |
| CELKEM 1. liga                           | 28     | 1    |             |